# Julika Wagner-Hohenlobbese
Julika Wagner-Hohenlobbese (* 14. Mai 1980 in Berlin) ist eine deutsche Schauspielerin.
Sie absolvierte ein Schauspielstudium an der Hochschule für Musik und Theater Hamburg.
Danach übernahm sie unter anderem Fernsehrollen in Teenaged, 10 Minuten, 3 Menschen, 1 Geschichte und Follow-me down.
Sie beherrscht die Sprachen Englisch, Französisch und Italienisch.
Einem breiteren Publikum wurde sie durch ihre Rolle der Amelie Verhaag in der ARD-Vorabendserie Marienhof bekannt, in welcher sie vom 11. Juni 2007 bis 27. Oktober 2009 zu sehen war. Nach ihrem Ausstieg hatte sie auch noch im neuen Jahr einige Gastauftritte in ihrer angestammten Rolle, welche Ende November 2009 außerhalb des Seriengeschehens verstorben war.

## Filmografie (Auswahl)
- 2002: Teenaged
- 2005: 10 Minuten, 3 Menschen, 1 Geschichte (Kurzfilm)
- 2007–2009: Marienhof (als Amelie Verhaag)
- 2010: 380.000 Volt – Der große Stromausfall (als Krankenschwester)
- 2011: Mein großer linker Zeh (als Emma)
- 2012: Verbotene Liebe (als Vanessa July)

## Theater
- Westfälische Kammerspiele Paderborn
- Hamburger Kammerspiele
- Theater am Holstenwall Hamburg